# 이준보
이준보(李俊甫, 1953년 ~ )는 제40대 대구고등검찰청 검사장을 역임한 법조인이다.

## 생애
1953년 전라남도 강진군에서 태어나 서울대학교 법학과를 졸업하고 1979년 제21회 사법시험에서 합격하였다. 강력·공안·특수 등 검찰 내 다양한 보직을 거쳐 풍부한 수사 경험이 있는 이준보는 평소 "성실하면서도 적극적인 성격이 일을 추진할 때도 그대로 드러난다"는 평가를 받고 있으며 "입에 자물쇠를 채웠다"는 소리를 들을 정도로 보안 의식이 철저하다. 서울지방검찰청 소년부장으로 재직하던 2000년에 서울 하월곡동 성매매집결지인 미아리 텍사스촌을 관할하던 경찰관 50여명이 성매매 업소 업주로부터 10만∼50만원씩 떡값성 뇌물을 상납받았던 사건을 수사하였다.
서울고등검찰청 검사로 재직하던 1993년 2월 15일에 남한사회주의노동자동맹(사노맹) 사건과 관련하여 국가보안법 위반으로 구속되어 1심에서 무기징역을 선고받은사노맹 중앙상임위원장 백태웅 전 서울대 학도호국단장에게 1심 구형대로 사형을 구형했다.
창원지방검찰청 특수부 검사로 재직하던 1995년 8월 28일에 시장 선거에 출마할 남편을 돕다가 호별 방문 및 금품 살포 등 혐의로 구속된 공민배 창원시장의 부인에 대해 "호별 방문은 시장에 출마할 남편을 내조하는 차원에서 이뤄졌고 100만원을 기부한 행위는 실제로는 40만원 정도이며 그것도 직속 참모격인 운전기사에게 건네졌다"고 하면서구속취소 결정하고 석방했다. 1996년 3월 12일에 "청와대에 근무하는 고위 인사를 통해 창원 농산물도매시장 입주 법인으로 선정되도록 해주겠다"면서 5차례에 걸쳐 5600만원을 받고 도매시장 관리법인으로 지정되게 해준 김영삼 대통령의 고종사촌 여동생 이선수를 변호사법 위반으로 구속했다.
대구고등검찰청 검사장으로 재직하던 중에 사법연수원 12기 동기인 천성관이 검찰총장에 내정되면서 인사청문회 이후 예정된 대규모 인사에 부담을 주지 않기 위해 2009년 7월 6일에 사의를 밝혔다.

## 경력
- 광주지방검찰청 공안부장
- 대검찰청 공안2과장
- 대검찰청 중앙수사부 2과장
- 서울지방검찰청 소년·강력부장
- 대전지방검찰청 천안지청장
- 수원지방검찰청 성남지청 차장
- 서울중앙지방검찰청 3차장
- 2005년 대검찰청 기획조정부장
- 2006년 2월 6일 ~ 2007년 3월 4일 제56대 청주지방검찰청 검사장
- 2007년 2월 ~ 2008년 2월 제27대 대검찰청 공안부장
- 2008년 3월 11일 ~ 2009년 1월 16일 제38대 광주고등검찰청 검사장
- 2009년 1월 19일 ~ 2009년 7월 10일  제40대 대구고등검찰청 검사장
- 법무법인 양헌 변호사
- 2009 ~ 법무법인 김장리 대표변호사(강남사무소)
- 2012년 3월 30일 마니커 사외이사